# Dungeon Travelers 2: The Royal Library & the Monster Seal
Dungeon Travelers 2: The Royal Library & the Monster Seal (ダンジョントラベラーズ2 王立図書館とマモノの封印?, Danjontoraberāzutsū ōritsu toshokan to mamono no fuuin) è un videogioco di ruolo di tipo dungeon crawler uscito nel 2013 per PlayStation Portable nel solo Giappone e successivamente pubblicato per PlayStation Vita anche in Occidente.
La sigla di apertura del gioco, I'm a beast, è cantata da Suara.

## Trama
A 499 anni di distanza dalla sconfitta del Demon God e della sua schiera di mostri, il Regno di Romulea è nuovamente in pericolo, per la misteriosa comparsa di mostri mutanti. Fried Einhard, appena diplomatosi all'accademia militare nella classe dei Libra, che hanno la capacità di sigillare i mostri in particolari libri detti Sealbook, diventa leader di un'unità speciale, il suppression team della Royal Library, che ha il compito di avventurarsi nei dungeon per sgominare la nuova minaccia. Durante le sue avventure, Fried si trova ad avere a che fare con molte ammalianti presenze femminili, sia amiche che nemiche.